# ネマニャ・ミハイロヴィッチ
ネマニャ・ミハイロヴィッチ（セルビア語: Немања Михајловић、英語: Nemanja Mihajlović、1996年1月19日 - ）は、セルビア・ベオグラード出身のサッカー選手。FKスパルタク・スボティツァ所属。ポジションはFW。

## 経歴

### クラブ経歴
2013年4月3日、対FKドニ・スレム戦でデビュー。
2014年8月16日、対FKボラツ・チャチャク戦でプロ入り後リーグ戦初得点を挙げた。
2016年1月18日、パルチザン・ベオグラードへ完全移籍で加入する。同年のレッドスター・ベオグラードとのダービーマッチには、マンチェスター・ユナイテッドやユヴェントスなど多くのクラブがスカウトを派遣し、"セルビアのアザール"と呼ばれたミハイロヴィッチもスカウトのターゲットであったことが報じられた。
2017年7月28日、SCヘーレンフェーンが獲得したことを発表した。

### 代表歴
2016年5月10日、セルビア代表メンバーに選出された。5月31日、対イスラエル戦にベンチ入りしたが、出番は無かった。

## 個人成績
| 国内大会個人成績 | 国内大会個人成績         | 国内大会個人成績 | 国内大会個人成績 | 国内大会個人成績 | 国内大会個人成績 | 国内大会個人成績 | 国内大会個人成績 | 国内大会個人成績 | 国内大会個人成績 | 国内大会個人成績 | 国内大会個人成績 |
| 年度             | クラブ                   | 背番号           | リーグ           | リーグ戦         | リーグ戦         | リーグ杯         | リーグ杯         | オープン杯       | オープン杯       | 期間通算         | 期間通算         |
| 年度             | クラブ                   | 背番号           | リーグ           | 出場             | 得点             | 出場             | 得点             | 出場             | 得点             | 出場             | 得点             |
| セルビア         | セルビア                 | セルビア         | セルビア         | リーグ戦         | リーグ戦         | リーグ杯         | リーグ杯         | オープン杯       | オープン杯       | 期間通算         | 期間通算         |
| ---------------- | ------------------------ | ---------------- | ---------------- | ---------------- | ---------------- | ---------------- | ---------------- | ---------------- | ---------------- | ---------------- | ---------------- |
| 2012-13          | FKラド・ベオグラード     |                  | スーペルリーガ   | 4                | 0                | -                | -                | -                | -                | 4                | 0                |
| 2013-14          | FKラド・ベオグラード     |                  | スーペルリーガ   | 19               | 0                | -                | -                | 1                | 0                | 20               | 0                |
| 2014-15          | FKラド・ベオグラード     |                  | スーペルリーガ   | 24               | 2                | -                | -                | 2                | 0                | 26               | 2                |
| 2015-16          | FKラド・ベオグラード     |                  | スーペルリーガ   | 7                | 3                | -                | -                | -                | -                | 7                | 3                |
| 2015-16          | パルチザン・ベオグラード |                  | スーペルリーガ   | 14               | 5                | -                | -                | 4                | 2                | 18               | 7                |
| 2016-17          | パルチザン・ベオグラード |                  | スーペルリーガ   | 25               | 2                | -                | -                | 3                | 0                | 28               | 2                |
| 2017-18          | パルチザン・ベオグラード |                  | スーペルリーガ   | 1                | 1                | -                | -                | -                | -                | 1                | 1                |
| オランダ         | オランダ                 | オランダ         | オランダ         | リーグ戦         | リーグ戦         | リーグ杯         | リーグ杯         | KNVBカップ       | KNVBカップ       | 期間通算         | 期間通算         |
| 2017-18          | ヘーレンフェーン         | 17               | エールディヴィジ | 11               | 2                | -                | -                | 1                | 0                | 12               | 2                |
| 2018-19          | ヘーレンフェーン         | 17               | エールディヴィジ | 15               | 1                | -                | -                | 2                | 0                | 17               | 1                |
| 通算             | セルビア                 | セルビア         | スーペルリーガ   | 94               | 13               | -                | -                | 10               | 2                | 104              | 15               |
| 通算             | オランダ                 | オランダ         | エールディヴィジ | 26               | 3                | -                | -                | 3                | 0                | 29               | 3                |
| 総通算           | 総通算                   | 総通算           | 総通算           | 120              | 16               | -                | -                | 13               | 2                | 133              | 18               |

## タイトル

### クラブ
パルチザン・ベオグラード
- セルビア・スーペルリーガ 優勝1回（2016-17）
- セルビア・カップ 優勝2回（2015-16、2016-17）

## 代表歴

### 出場大会
- U-17セルビア代表
  - 2012年 - 2013年 UEFA U17 CHAMPIONSHIP
- U-19セルビア代表
  - 2015年 UEFA U19 CHAMPIONSHIP
- U-21セルビア代表
  - 2016年 - 2017年 UEFA U21 CHAMPIONSHIP

- セルビア代表
  - 2016年 国際親善試合・対イスラエル戦